# ایستگاه راه‌آهن سراسری فرودگاه فرانکفورت
ایستگاه راه‌آهن سراسری فرودگاه فرانکفورت (آلمانی: Frankfurt am Main Flughafen Fernbahnhof) یک ایستگاه قطار در فرودگاه بین‌المللی فرانکفورت در فرانکفورت, آلمان است. این ایستگاه خدمات قطارهای با مسافت طولانی را ارائه می‌دهد. این ایستگاه طولانی‌ترین ایستگاه قطار در فرودگاه‌های آلمان است که به ۲۳ هزار مسافر در روز سرویس می‌دهد.
این فرودگاه توسط معمار ایرانی  هادی تهرانی طراحی شده است. 